# Siarczan dibutylu
Siarczan dibutylu, DBS, (BuO)
2SO
2 – organiczny związek chemiczny z grupy siarczanów, ester kwasu siarkowego i butanolu.